# Höör (commune)
La commune de Höör est une commune suédoise du comté de Scanie. 15 770 personnes y vivent. Son chef-lieu se situe à Höör.

## Localités principales
- Höör
- Ljungstorp och Jägersbo
- Norra Rörum
- Ormanäs och Stanstorp
- Sätofta
- Snogeröd
- Tjörnarp

## Tourisme
- Lillö (sv), une réserve naturelle dans la municipalité de Höör du comté de Scanie (Skåne)
- Skånes Djurpark, parc animalier de Scanie, situé sur le territoire de Höör.

## Sport
- H 65 Höör, club de handball féminin, finaliste de la Coupe Challenge 2013-2014.